# Represa de Itupararanga
Represa de Itupararanga är en reservoar i Brasilien.   Den ligger i delstaten São Paulo, i den sydöstra delen av landet, 900 km söder om huvudstaden Brasília. Represa de Itupararanga ligger 842 meter över havet. Arean är 936 kvadratkilometer. Den sträcker sig 9,4 kilometer i nord-sydlig riktning, och 18,2 kilometer i öst-västlig riktning.
Omgivningarna runt Represa de Itupararanga är en mosaik av jordbruksmark och naturlig växtlighet. Runt Represa de Itupararanga är det ganska tätbefolkat, med 75 invånare per kvadratkilometer.